# Umberto Borile & Co
La Umberto Borile & Co s.r.l., conosciuta fino al 2010 come Borile Motociclette, è una piccola azienda italiana che costruisce artigianalmente motociclette con sede a Spoleto.

## Storia

### Anni 80
La prima moto presentata risale al 1987 ed è la celebre Piuma 500, una fuoristrada monocilindrica a 4 tempi da 500 cm³ e con telaio perimetrale in Cr-Mo. Il peso della Piuma era e rimase un record per questa categoria: 101 kg.

### Anni 90
Nel 1997 al Salone di Milano viene presentata la B54T, una moto classica che si rifà allo stile inglese degli anni sessanta. Montava il motore da speedway GM e un cambio separato, costruito dallo stesso Borile. Telaio in cr-mo nero con serbatoio in alluminio lucido.
Nel 1999 presenta all'EICMA di Milano la B500CR, una "Cafè Racer" fatta completamente a mano, tutta in alluminio con particolari ricavati dal pieno in lega leggera e lucidati.

### Anni 2000
Al Salone di Milano del 2001, Borile espone la B500CR in versione definitiva, le cui consegne iniziano nella primavera del 2002.
Presenta poi un supermotard che monta lo stesso motore della Cafè Racer, ma dai 40 CV della CR,  questa nuova 500SM, passa a 56CV.
Si distingue da qualsiasi altra per il monocromatismo in alluminio satinato, per la soluzione inedita di telaietto e monoammortizzatore, mettendo in mostra dal lato sinistro due cornetti cromati di aspirazione. Tutta la moto, ovviamente è realizzata completamente a mano.
Nello stesso anno Borile partecipa ad altre fiere internazionali, come Parigi e Birmingham.
Nel 2003 la Camera di Commercio di Padova consegna a Borile la medaglia d'oro per, "Il lavoro e progresso economico". Anche l'amministrazione comunale del suo paese nello stesso anno lo premia, per aver contribuito ad esportare il nome della località veneta nel mondo.
Nel 2004 al salone di Monaco, Borile presenta la 651 Scrambler, che monta un motore Suzuki, del modello LS 650, una scelta dettata dal tipo di motore una corsa lunga, che dà vantaggi di coppia a bassi giri.
La moto con il serbatoio in alluminio battuto a mano e lucidato e i parafanghi in alluminio, ricorda la Matchless, e le BSA da cross degli anni 60.
Nel 2006, Umberto Borile crea il primo prototipo di quella che sarà poi la Multiuso, una motoretta in alluminio del peso di 79,5 kg.

### Anni 2010
Nel 2010 l'azienda si rinnova, data l'entrata in società della famiglia Bassi, e assume il nome di Umberto Borile & Co s.r.l.; nello stesso anno vede la luce la leggera e innovativa Multiuso nelle versioni 125cc, 230cc.
Nel 2011 Borile presenta all'Eicma la nuova B450 Scrambler, equipaggiata con un nuovo motore che monta un gruppo termico Ducati raffreddato ad aria; contemporaneamente presenta la fuoriserie B500 Ricki, tutta in alluminio, fatta a mano,ed in soli 20 esemplari.
Nel 2015 viene presentata la nuova B300CR, sorella minore della B500CR.
La produzione delle motociclette avviene per alcuni anni nel sito produttivo in provincia di Milano, nella sede di Vò rimane invece il reparto di ricerca e sviluppo gestito direttamente da Umberto Borile e la produzione di tutte le motociclette "special" quali la B500 Ricki.
Per alcuni anni dell'azienda non si sa nulla. In seguito viene comunicato che il marchio avrebbe ripreso l'attività con nuovi soci veronesi. E infatti nel 2018, dopo l'accordo con Administra, una società veronese operativa nel settore automotive riprende la produzione con un'ampia gamma.
La produzione di serie viene poi interrotta, ma nel 2017 l'azienda riparte spostando la sede legale e la produzione a Spoleto.
Nel febbraio 2020 il TAR accoglie la richiesta di Umberto Borile di riaprire il kartodromo dedicato al figlio morto.